# El artefacto perverso
El artefacto perverso es una historieta del guionista Felipe Hernández Cava y el dibujante Federico del Barrio, la más celebrada de las suyas.

## Trayectoria editorial
Los dos autores ya habían trabajado juntos en Las Memorias de Amorós (1987) y La Conjura (Ikusager, 1994), antes de publicar El artefacto perverso en los número 6 a 10 de la revista "Top Cómics" de Ediciones B.
En mayo de 1996, Planeta-DeAgostini la recopiló en un álbum monográfico.

## Argumento
Durante la posguerra, Enrique Montero, un maestro represaliado, se inicia en el campo del cuadernillo de aventuras, al mismo tiempo que un antiguo compañero republicano se pone en contacto con él para que localice a Bozal, que está haciendo la guerra por su cuenta. Ninguno de ellos sabe que la policía los está siguiendo.

## Estilo
Como explican Óscar Palmer y Eric Frattini, en El artefacto perverso se llegan a entremezclar cuatro capas narrativas, cada una con su estilo característico: El tiempo presente, la historieta que está dibujando Enrique Montero (titulada Pedro Guzmán, el intrépido aventurero español) y los recuerdos de Bozal y su amigo Jordi en los campos de concentración de Francia.

## Valoración y premios
El artefacto perverso obtuvo los Premios al Mejor Guion y a la Mejor Obra del Salón del Cómic de Barcelona de 1997.